# 洛伊德 (伊利諾伊州)
洛伊德（英語：Loyd）是位於美國伊利諾伊州默納德縣的一個非建制地區。該地的面積和人口皆未知。

## 地理
洛伊德的座標為39°54′53″N 89°51′15″W / 39.91472°N 89.85417°W，而該地的平均海拔高度為186米（即610英尺）。